# Bötzingen
Bötzingen (Alemannisch Betzinge) ist eine Gemeinde im Landkreis Breisgau-Hochschwarzwald in Baden-Württemberg. Zum 1. Oktober 2022 wurde ihr der Beiname Weinbaugemeinde verliehen.

## Geographie

### Geographische Lage
Bötzingen liegt an der südöstlichen Seite des Kaiserstuhles etwa 15 km westlich von Freiburg im Breisgau. Nachbargemeinden Bötzingens sind von Norden im Uhrzeigersinn Eichstetten am Kaiserstuhl, March, Gottenheim, Ihringen, Vogtsburg im Kaiserstuhl (alle Landkreis Breisgau-Hochschwarzwald).

### Gemeindegliederung
Zur Gemeinde gehören das Dorf Bötzingen und der Ort Oberschaffhausen sowie die abgegangenen Burgen Kranzenau und Seelenberg.

## Geschichte
Bötzingen wurde urkundlich erstmals im Jahr 769 anlässlich einer Schenkung an das Kloster Lorsch im Lorscher Codex erwähnt. Ein Odilrat schenkte landwirtschaftliche Einrichtungen incl. Weingärten „in Betzinger marca“ (in der Gemarkung Bötzingen). 878/879 erhält das Kloster Schuttern durch einen Gütertausch mit Lorsch eine Hofreite in „Pezzinga“.
Oberschaffhausen trat erstmals im 12. Jahrhundert in Erscheinung, als Papst Eugen III. dem Kloster St. Ulrich im Schwarzwald im Jahre 1143 seine Besitzungen bestätigte.
Im Jahr 1838 vereinigten sich die selbstständigen Orte Bötzingen und Oberschaffhausen zur Gemeinde Bötzingen.

## Politik

### Verwaltungsgemeinschaft
Die Gemeinde gehört zur Verwaltungsgemeinschaft Kaiserstuhl-Tuniberg mit Sitz in Bötzingen.

### Gemeinderat
Der Gemeinderat besteht aus 14 Gemeinderäten und dem Ersten Bürgermeister. Nach den Wahlen zum Gemeinderat am 9. Juni 2024 verteilen sie sich wie folgt (mit Vergleichszahlen von 2019 und 2014):
| Liste  | 2024     |          | 2019     | 2014 |
| FWG    | 4        | 4        | 4        |      |
| CDU    | 4        | 4        | 4        |      |
| FWV    | 3        | 4        | 3        |      |
| SPD    | 2        | 2        | 3        |      |
| Grüne  | 1        | –        | –        |      |
| Gesamt | 14 Sitze | 14 Sitze | 14 Sitze |      |

### Bürgermeister
Seit September 2003 ist Dieter Schneckenburger Bürgermeister von Bötzingen. Im Juli 2011 und im Juni 2019 wurde Dieter Schneckenburger für eine zweite bzw. dritte Amtszeit wiedergewählt.

## Kultur, Religion und Sehenswürdigkeiten

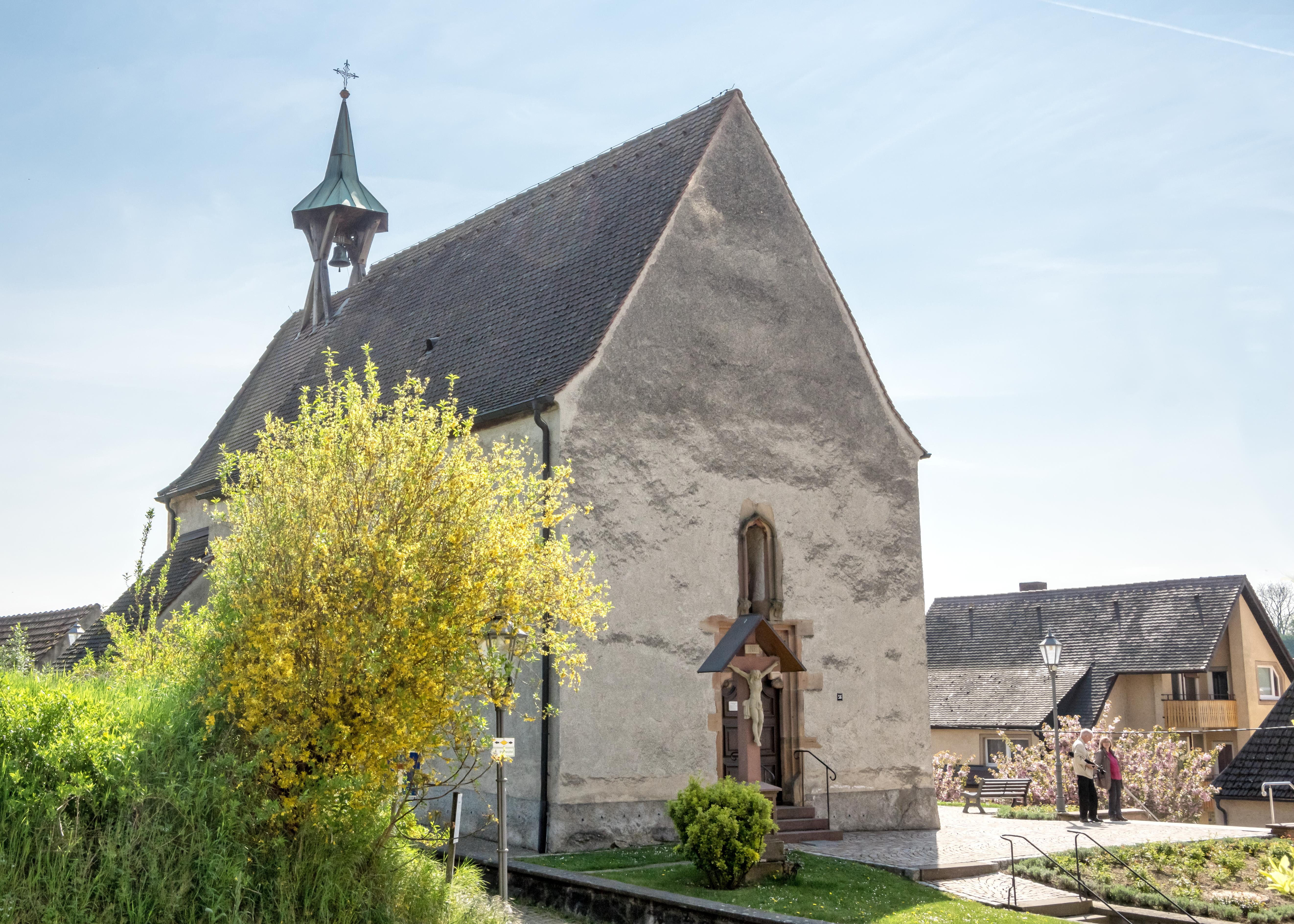
Albanskapelle im Ortsteil Oberschaffhausen

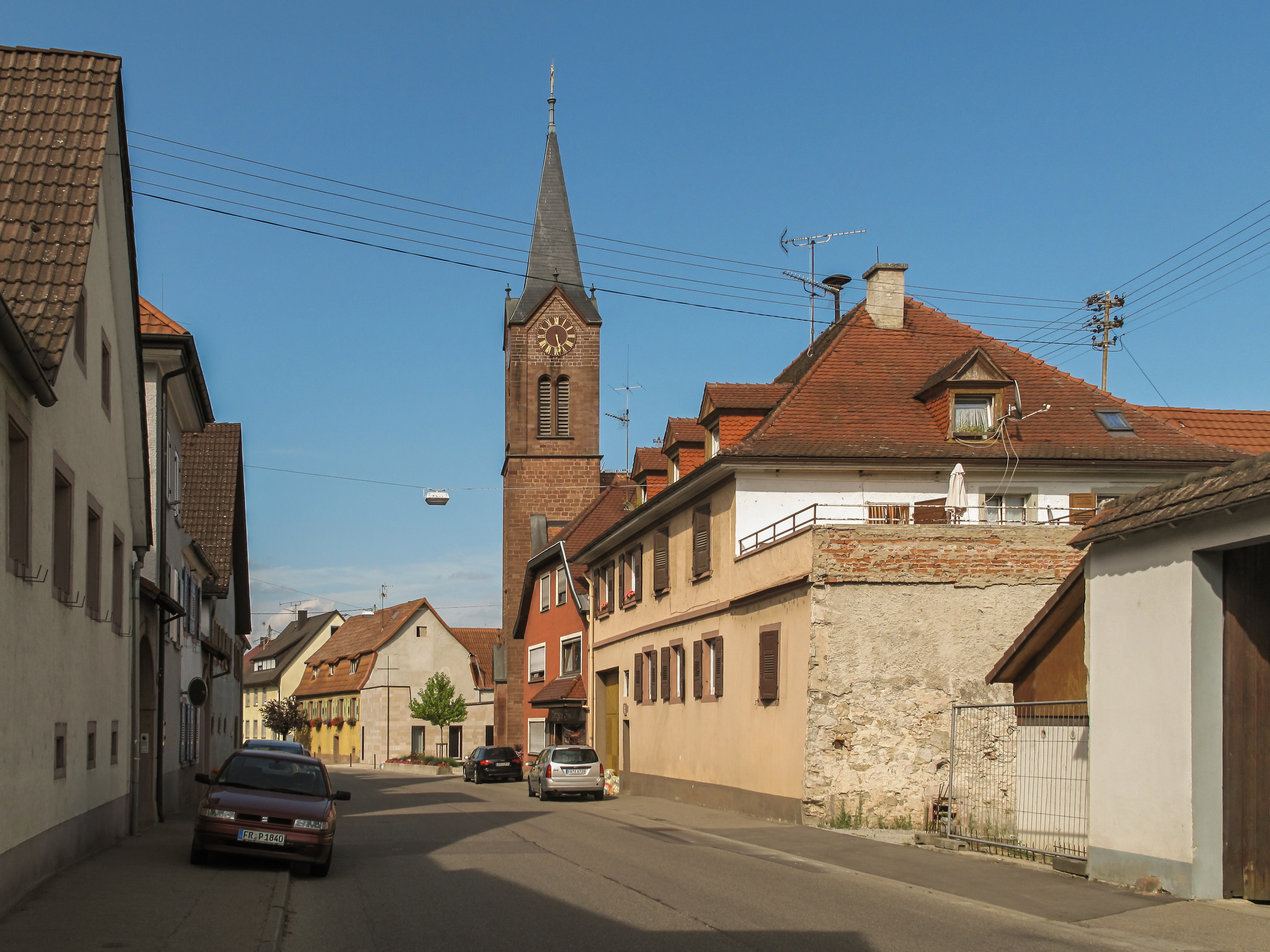
Evangelische Kirche

### Museen
Seit 2013 gibt es das Old- und Youngtimer-Museum, dem das Oldtimermuseum des DAVC vorausging. Dieses Automuseum stellt alte Automobile und Motorräder aus.

### Bauwerke
- Für ihre mittelalterlichen Fresken berühmt ist die „Pestkapelle“ St. Alban im Ortsteil Oberschaffhausen.
- Auch die katholische Pfarrkirche St. Laurentius im Ortsteil Bötzingen stammt aus dem Mittelalter. Am 20. Juli 2025 feierte sie ihren 750. Geburtstag mit einem Festgottesdienst mit Weihbischof Peter Birkhofer.[7]
- Eine evangelische Kirche wurde 1583 im Ortsteil Bötzingen erbaut. Die gegenwärtige Kirche an derselben Stelle stammt aus dem Jahre 1848.

### Regelmäßige Veranstaltungen
Bötzinger Dorf- und Weinfest (Zweijährlich am 2. Septemberwochenende in geraden Jahren).

### Konfessionsstatistik
Beim Zensus 2011 waren 39,9 % der Einwohner evangelisch, 27,0 % römisch-katholisch und 33,2 % waren Konfessionslos oder gehörten einen anderen Glaubensgemeinschaft an. Der Anteil der Protestanten und Katholiken an der Gesamtbevölkerung ist seitdem gesunken. Im Jahr 2021 betrug der Anteil der evangelischen Einwohner 33,5 % (Vorjahr 34,7 %), die der katholischen Einwohner 24,2 % (Vorjahr 24,9 %). 42,3 % haben eine sonstige Religionszugehörigkeit bzw. gehören keiner Glaubensgemeinschaft an. Ende 2020 waren von den Einwohnern 40,4 % konfessionslos oder gehörten einen anderen Glaubensgemeinschaft an.

## Wirtschaft und Infrastruktur

### Weinbau
Die erste urkundliche Erwähnung des Weinbaues in Bötzingen ist datiert aus dem Jahr 769. Somit handelt es sich um eines der ältesten urkundlich erwähnten Weinbaugebiete in Baden. Die Erwähnung ist damit jedoch gut 50 Jahre später als der für ca. 720 belegte Weinbau in Ebringen datiert.
Derzeit werden in der Gemeinde etwa 305 Hektar Fläche zum Weinanbau genutzt, wobei vornehmlich Trauben für Weißweine angebaut werden.

### Verkehr
Mit der Kaiserstuhlbahn ist eine gute S-Bahn-Anbindung vorhanden, die an Werktagen im Halbstunden-Takt die beiden Haltestationen Bötzingen und Bötzingen Mühle bedient und in ca. 15 Minuten das Stadtzentrum von Freiburg erreicht. Im Jahr 2019 wurde die Kaiserstuhlbahn vollständig elektrifiziert.
Ab 2026 soll Bötzingen am Fahrradverleihsystem Frelo teilnehmen. Hierzu ist die Errichtung einer Station am Bahnhof geplant. Der Kaiserstuhlradweg führt einmal rund um den Kaiserstuhl und verbindet Bötzingen mit den Nachbargemeinden Gottenheim und Eichstetten. Über March kann Freiburg erreicht werden.
In der Nähe liegt die Bundesautobahn 5 (Karlsruhe–Basel).

### Ansässige Unternehmen

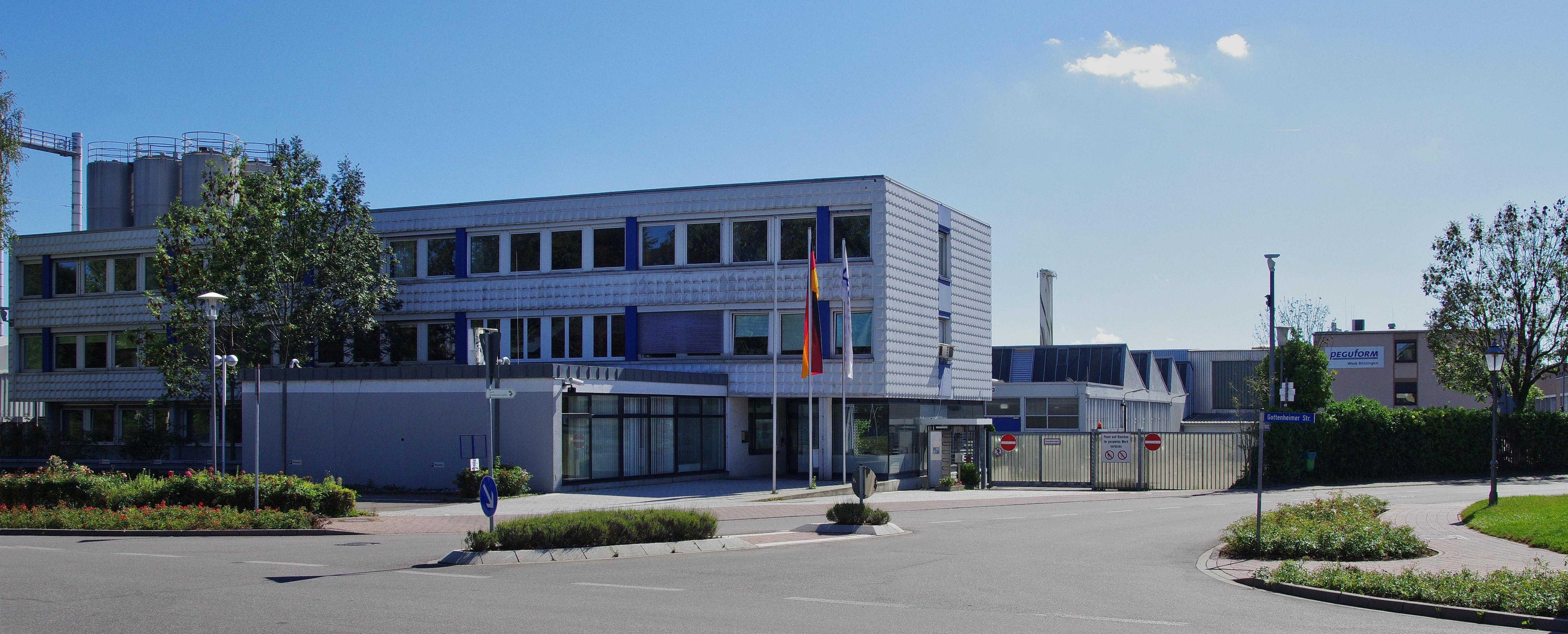
Zufahrt zur Samvardhana Motherson Peguform

- Größter Arbeitgeber Bötzingens ist mit rund 1.350 Arbeitsplätzen die überregional bekannte Kunststofffabrik Samvardhana Motherson Peguform (SMP Deutschland GmbH), die unter anderem Kunststoffteile für die Automobilindustrie produziert.
- Größter Hersteller und Lieferant von Naturfango im deutschsprachigen Raum sind die Hans G. Hauri Mineralstoffwerke, welche auch die Schweiz, Österreich, Italien und Luxemburg beliefern.

## Besonderes
Der Phonolith in Bötzingen bietet besonders wertvolle Eigenschaften, die auch im Klimaschutz gefragt sind. So kann u. a. der Zementgehalt im Beton verringert und damit der CO2 Ausstoß gesenkt werden.

## Söhne und Töchter der Gemeinde
- Joseph Friedrich Enderlin (1732–1808), Forstbeamter, Kameral- und Forstwissenschaftler
- Karl Ludwig Sonntag (1796–1840), Pfarrer; Vater des Verwaltungsjuristen Leopold Sonntag (1830–1896)
- Wilhelm August Lay (1862–1926), Volksschullehrer und Professor am Lehrerseminar in Karlsruhe
- Max Enderlin (1872–1940), Pädagoge
- Robert Wilhelm Schulz (1914–2000), Soziologe
- Walter Gorenflos (1928–2017), Diplomat